# Eunectes notaeus
La anaconda amarilla o curiyú (Eunectes notaeus) es una especie de anaconda, de la familia Boidae, nativa del centro de Sudamérica. En idioma guaraní es llamada mbói kuriju. 

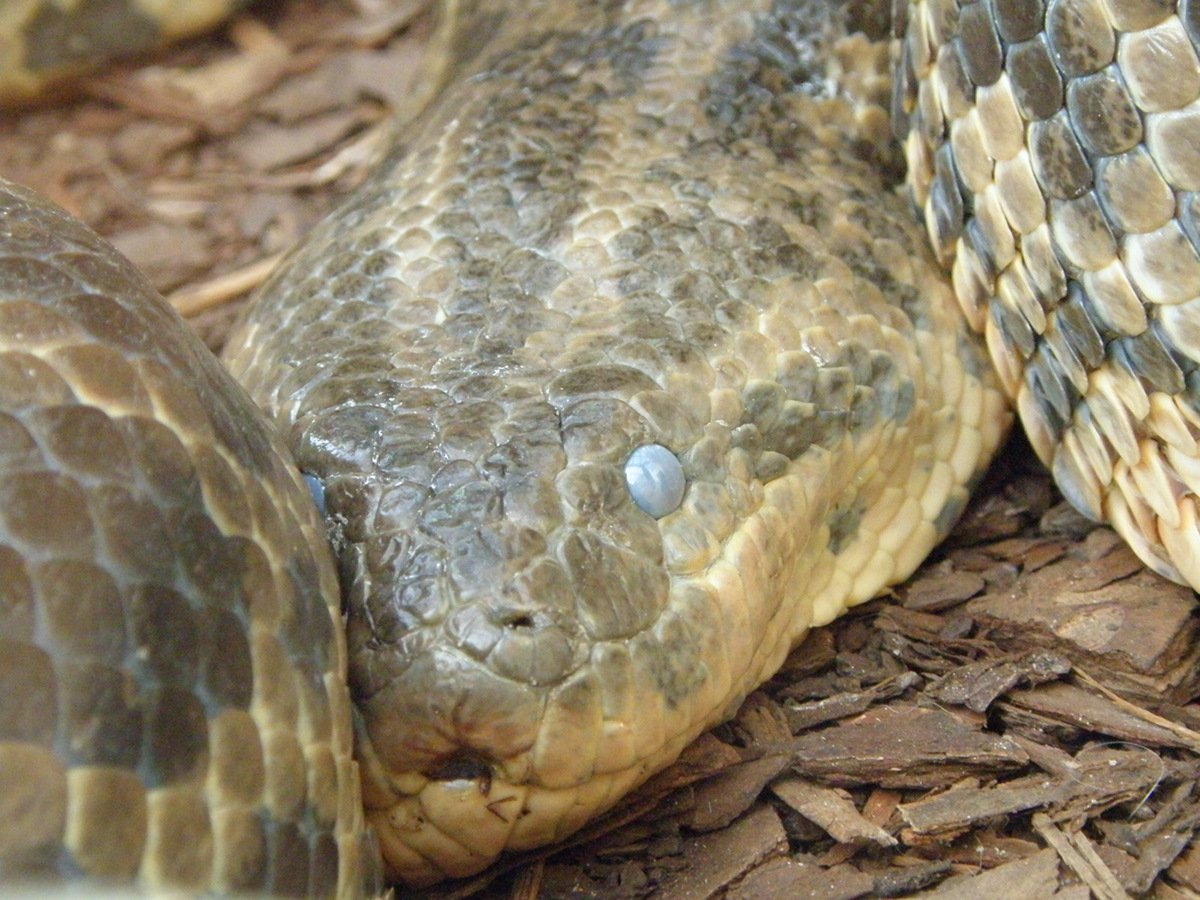
Detalle de la cabeza.

## Distribución
Se distribuye en el este de Bolivia, Paraguay, oeste de Brasil, nordeste de Argentina, y ocasionalmente llega a Bella Unión, en el departamento de Artigas y se han avistado ejemplares en el departamento de Salto (noroeste del Uruguay), recientemente se han encontrado ejemplares también en la zona de Parana, Argentina, basado en el decomiso de un cuero de un ejemplar capturado por cazadores furtivos en el año 1995 en la zona de La Tablada o Campo Uno, el cual, sin la cabeza, medía 384 cm. Antiguamente se extendía hasta los márgenes del Delta del Paraná, de donde fue expulsada de su zona inferior hacia el siglo XX. Pueden llegar a esta área gracias a las grandes inundaciones del río Paraná. Actualmente cuenta con colonias reproductivas en el Delta superior y medio. También recientemente fue encontrado un ejemplar en Nueva Palmira en el departamento de Colonia, Uruguay. 

## Características

### Tamaño

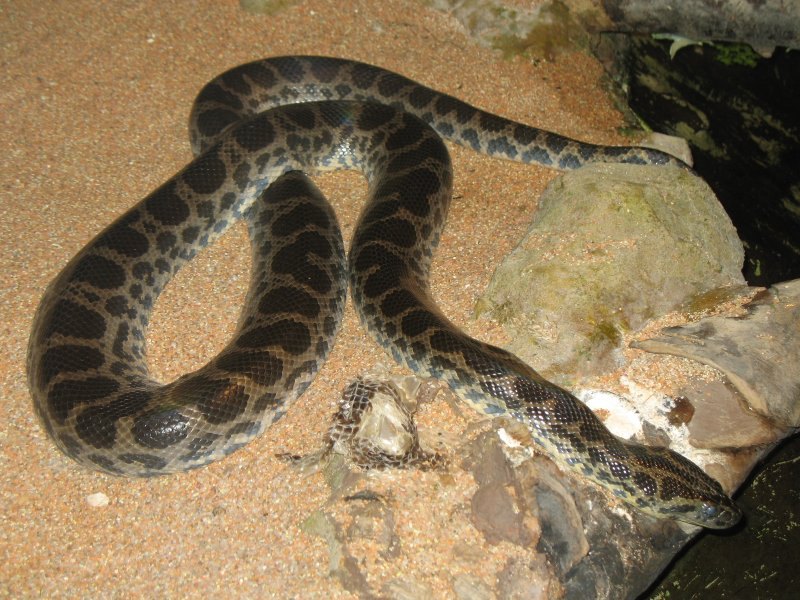
Ejemplar juvenil de anaconda amarilla.

Es más pequeña que la más conocida anaconda verde (Eunectes murinus); habitualmente alcanza longitudes de entre 2,5 y 4 m y un peso que puede superar los 40 kg, siendo las hembras de mayor tamaño que los machos. Como sucede con muchas serpientes de gran tamaño, el largo máximo que puede alcanzar esta especie es motivo de controversia, aunque, según algunos autores, se han encontrado ejemplares máximos hasta de 6 m, mientras que otros señalan que, raramente, se han registrado hembras que superaban los 7 m.

### Coloración
Su color de base es amarillo pardo con pintas y rosetas negras.

## Hábitat
Vive mayormente en hábitats acuáticos, incluyendo charcas, margas, bancos en ríos y arroyos lentos. 

## Alimentación
Su dieta incluye venados, pecaríes, grandes roedores, aves, reptiles y también animales acuáticos como peces.

## Relación con el humano
La curiyú, como otros ofidios, es comestible asada o frita luego de quitarle la piel y eviscerarla cuidadosamente (en las vísceras puede tener, como otros muchos animales, parásitos); por ser comestible ha sido uno de los diversos ingredientes alimenticios para las etnias indígenas en donde este ofidio se encuentra. Por otra parte, al ser inofensiva para el ser humano y alta depredadora de roedores, ha sido tradicional, especialmente en fincas campestres, tener al menos una curiyú viva para combatir plagas de ratas y roedores “domésticos” similares.
El cronista Ulrico Schmidl describió un encuentro con una curiyú en 1536 en su obra Viaje al Río de la Plata:

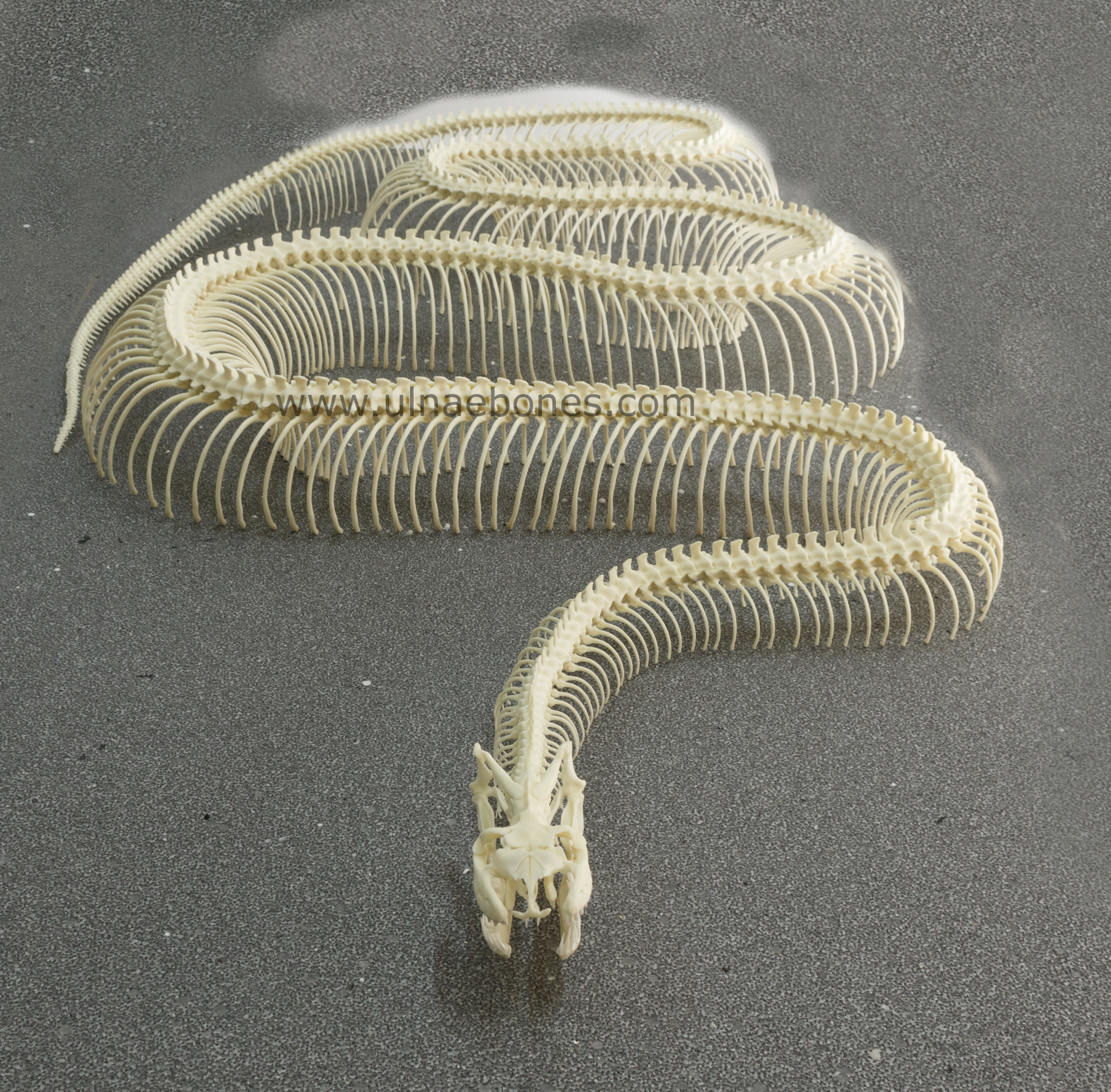
Esqueleto montado de anaconda amarilla.

Y cuando se cumplieron los 4 días de estar con ellos, hallamos estirada en la tierra una serpiente extremadamente grande, que medía 25 pies de largo y gruesa como un hombre, overa de negro y amarillo; y la matamos con un arcabuz. Y eso que la vieron los indios se maravillaron de su tamaño, porque jamás habían visto otra igual. Esta serpiente, según nos contaron, los tenía mal a los indios; porque cuando se bañaban en el agua siempre solía estar oculta en el agua, envolvía a los indios con la cola y zambullendo con ellos se los tragaba; así que muchas veces indios desaparecían sin que se supiese la suerte que habían corrido. Yo mismo medí esta serpiente con carne y todo, así que me doy cabal cuenta de como era de larga y gruesa. Esta serpiente después los indios la despedazaron, la asaron, la hicieron hervir y se la comieron en sus casas.